# Don Anthony
Don Anthony (eigentlich Donald William James Anthony; * 6. November 1928 in Watford; † 28. Mai 2012) war ein britischer Hammerwerfer.
1954 wurde er für England startend Vierter bei den British Empire and Commonwealth Games in Vancouver, 1956 Zwölfter bei den Olympischen Spielen in Melbourne und 1958 Fünfter bei den British Empire and Commonwealth Games in Cardiff.
1953 wurde er Englischer Meister. Seine persönliche Bestleistung von 57,94 m stellte er am 30. Juni 1956 in London auf.
1955 gründete er den Englischen Volleyballverband. 